# Гвардейский район (Талды-Курганская область)
Гвардейский район (каз. Гвардия ауданы) — административная единица Алма-Атинской и Талды-Курганской областей, существовавшая в 1933—1997 годах.

## История
Кугалинский район был образован 16 ноября 1933 года в составе Алма-Атинской области Казакской АССР из части Талды-Курганского района. В его состав вошли сельсоветы Арал-Тюбинский, Безопасенский, Голубиновский, Ерназаровский, Коксуйский, Коноваловский, Кривошеевский, Кугалинский, Луговской, Развилинский, Холмогоровский, Царицынский, Чаганский и Шанханайский. 29 ноября того же года из Талды-Курганского района в Кугалинский были переданы Кок-Тальский и Ново-Чубарский с/с.
В 1934 году были образованы Второй Пятилетки, Кзыл-Жарский, Сары-Озекский, Тасты-Озекский с/с, а также п/с имени Мирзояна. Царицынский с/с был переименован в Будённовский.
В 1938 году Сары-Озек получил статус рабочего посёлка. П/с им. Мирзояна был переименован в Ленинский.
В 1939 году Ново-Чубарский с/с был переименован в Чкаловский.
7 мая 1942 года Кугалинский район был переименован в Гвардейский район (также носил название Район имени 28 гвардейцев).
15 марта 1944 года Гвардейский район был передан в Талды-Курганскую область.
В 1954 году были упразднены Второй Пятилетки, Ерназаровский, Кзыл-Жарский, Кок-Талский, Коноваловский, Кривошеевский, Тасты-Озекский с/с. Образован Сары-Булакский п/с.
В 1957 году образован Ильичевский с/с, а Будённовский с/с переименован в Фурмановский.
В 1958 году упразднён Фурмановский с/с.
6 июня 1959 года в связи с ликвидацией Талды-Курганской области район имени 28 гвардейцев отошёл к Алма-Атинской области.
В 1960 году упразднён Голубиновский с/с.
В 1961 году упразднены Арал-Тобинский, Луговской и Чкаловский с/с. Образован Калиновский с/с.
В 1962 году образован Жоламанский с/с.
В 1963 году к Гвардейскому району был присоединён Басчинский с/с Панфиловского района. Чаганский с/с переименован Кзылжарский.
В 1964 году Басчинский с/с был возвращён Панфиловскому району.
23 декабря 1967 года Гвардейский район вновь включён в Талды-Курганскую область.
В 1969 году образован Чкаловский с/с.
В 1973 году Жоламанский, Ильичевский, Кзылжарский, Сарыбулакский, Шанханайский с/с и Сарыозекский п/с были переданы в Кербулакский район.
В 1977 году был образован Развильненский с/с, переименованный в следующем году в Голубиновский. Тогда же Безопасненский с/с был переименован Алтынэмельский с/с.
В 1988 году к Гвардейскому району был присоединён Кербулакский район. Центр района при этом перенесён в Сары-Озек. 13 октября 1989 года Кербулакский район был восстановлен, а центр Гвардейского района возвращён в Кугалы.
В 1993 году Ленинский с/с был переименован в Каспанский, а Калиновский — в Талдыбулакский.
В 1996 году были упразднены Холмогоровский и Развильненский с/с.
22 апреля 1997 года Гвардейский район был передан в Алматинскую область.
23 мая 1997 года Гвардейский район был упразднён, а его территория передана в Кербулакский район.